# The Knowing
The Knowing è il terzo album pubblicato dalla doom/death metal band Novembers Doom, nel 2001.

## Tracce
1. Awaken – 3:33
2. Harmony Divine – 5:17
3. Shadows of Light – 4:38
4. Intervene – 1:52
5. Silent Tomorrow – 5:13
6. In Faith – 5:18
7. Searching The Betrayal – 4:40
8. Last God – 9:43
9. In Memories Past – 5:02
10. The Day I Return – 5:14
11. Aura Blue – 7:58